# Slots Bjergby Sogn
Slots Bjergby Sogn er et sogn i Slagelse-Skælskør Provsti (Roskilde Stift).
I 1800-tallet var Sludstrup Sogn anneks til Slots Bjergby Sogn. Begge sogne hørte til Slagelse Herred i Sorø Amt. Slots Bjergby-Sludstrup sognekommune blev ved kommunalreformen i 1970 indlemmet i Hashøj Kommune, der ved strukturreformen i 2007 indgik i Slagelse Kommune.
I Slots Bjergby Sogn ligger Slots Bjergby Kirke.
I sognet findes følgende autoriserede stednavne:
- Bjergby Huse (bebyggelse)
- Bjergby Mark (bebyggelse)
- Bjergby Overmark (bebyggelse)
- Bjergby Præstemark (bebyggelse)
- Hashøj (areal)
- Slots Bjergby (bebyggelse, ejerlav)